# Декстерова лабораторија
Декстерова лабораторија (енгл. Dexter's Laboratory) је амерички цртани филм чији је творац Џенди Тартаковски. Продуцирали су га Хана и Барбера за Картун нетворк од 1996. до 1999 i Картун нетворк студио од 2001. до 2002. Оригинална тест епизода појавила се први пут у Картун нетворковом програму Какав цртаћ. Овај цртани филм био је први оригинални програм компаније Картун нетворк. У Уједињеном Краљевству први пут је приказан у пролеће 1997, а такође се емитовао на каналу Картун нетворк два. Од 2006. емитује се на ТВ-каналу Бумеранг.
Редитељи и сценаристе серије су Џенди Тартаковски, Румен Петков, Крејг Макракен, Сет Макфарлан, Буч Хартман, Роб Рензети, Пол Радиш, Џон Макинтајер и Крис Савино.

## Опис
У серији се ради о осмогодишњем дечаку-генију са чудним акцентом који се зове Декстер. Има тајну лабораторију која је пуна напредном технологијом и опремом коју је сам направио, она је сакривена иза полице у његовој соби. Како би приступио овој лабораторији мора да каже одређену шифру или активира тајни прекидач у полици. Декстер је скоро увек у сукобу са својом старијом сестром, Ди Ди, која ужива играјући се у лабораторији свога брата и тако уништава његове креације.
Декстеров највећи ривал и непријатељ је дечак по имену Сузан Астрономинов, који се представља под именом Мендарк. Он покушава да узме заслуге за декстерове креације, а такође жели и да уништи декстерову лабораторију. Мендарк је такође тајно заљубљен у Ди Ди. У каснијим сезонама, Мендарк постаје више пакостан и зао, његова лабораторија тамног изгледа (уместо светле и нацртане), а његови планови више зли.
Хумор цртаног филма потиче из Декстерове сталне борбе са својом сестром и Декстеровог тешког прилагођавања са друштвом у коме живи.
У цртаном филму су чудни завршеци, креатори нас остављају у неизвесности шта ће се следеће догодити. На пример једна епизода се завршава тако да Декстерова Лабораторија је експлодирала или друга се завршава тако да огромно чудовиште напада кућу или Декстер је поново заробљен на другој планети чим се једва вратио жив са ње итд.
Специјални цртани филм од сат времена, Его Трип, је био пуштен на Картун нетворку 1999, Декстер путује у будућност упознаје самога себе итд. Тим филмом је требало да се заврши серија, али су уследиле две сезоне после тога.

## Историја
Декстерову лабораторију  је инспирисао један од цртежа балерине Џендија Тартаковског. 1991, направио је свој први кратак цртани о Декстеру. 20. фебруара, 1995, Декстерова лабораторија се појавила по први пут на "Какав-цртаћ!" шоу. У марту 1996, појавила се прва сезона. У епизодама прве половине прве сезоне пуштали су цртани филм Позови М за мајмуна између два Декстерова цртана филма. У другој половини прве сезоне су пуштали цртани филм Пријатељи правде имеђу два Декстерова цртаћа. Декстерова лабораторија је завршила са продукцијом 1998, али је продукција настављена 2001.
Нове епизоде, коју су трајале још две сезоне, имале су други продукцијски тим него оригиналне. Задње две сезоне су доста критиковане од обожавалаца због промене дизајна ликова, дизајна позадина, промене приче и позадине иза одређених ликова, други звучни ефекти (који су обично били сви класични Хана и Барбера звучни ефекти) и промена карактера ликова, скоро да се уопште нису појављивали: Пријатељи правде и Позови М за мајмуна. Такође, неки ликови су звучали другачије због промене глумаца (Најпримећенији је био Декстер коме је глас позајмио Кенди Мило уместо Кристине Кавано).
Џенди Тартаковски скоро ништа није радио везано за задње две сезоне, зато што је правио цртане филмове као што су: Самурај Џек и Ратови звезда: Ратови клонова.

## Гласови
- Кристин Кавана - Декстер (Сезона 1 и 2, Епизоде 53, 54, 55, и 57Ц)
- Кат Суци - Декстерова мајка, Компјутеров глас, Агент Ханидев, Океанскаптица, Ли Ли
- Канди Мило - Декстер (Епизоде 56, 57А, 57Б, и навише)
- Алисон Мур - Ди Ди (Сезона 1 и 3)
- Кетрин Кресида - Ди Ди (Сезона 2 и 4)
- Кимберли Брукс - Ми Ми
- Џеф Бенет - Декстеров отац, Ваздушнимедвед, Други гласови
- Еди Дизен - Мендарк
- Френк Велкер - Мајмун, Господин Лузински, Кранк
- Роб Полсен - Мајор Слава, Лутка Пал Мич, Други гласови
- Том Кени - Вол Хален, Наратор, Лутка Пал Клем, Други гласови
- Сирена Ирвин - Декстеров Деда